# Xihab al-Din Mahmud
|  | Aquest article tracta sobre sultà bahmànida del Dècan. Si cerqueu per a l'atabeg de Damasc , vegeu «Xihab-ad-Din Mahmud (Damasc)». |

Xihab-ad-Din Mahmud fou sultà bahmànida del Dècan a Bidar. Va succeir el seu pare Xams-ad-Din Muhàmmad (III) (1463-1482) quan tenia dotze anys (25 de març de 1482).
Fou un període de decadència i de lluites entre la noblesa sobretot els dekanis o autòctons i els turcs, perses i àrabs establerts posteriorment coneguts com a afakis o gharibis; els primers estaven dirigits per Malik Hasan Nizam al-Mulk (hindú convertit a l'islam, governador de Telingana) que va aprofitar la mort del cap dels afakis Mahmud Gawan (5 de març de 1481), per convèncer el nou sultà d'ordenar la massacre dels turcs; uns quatre mil turcs van morir en poques hores. El cap dels afakis, Yusuf Adil, tarafdar de Bijapur, que estava a Bidar per les cerimònies de coronació, es va poder salvar i fugir cap a Bijapur.
El govern va quedar en mans d'una regència sota la reina mare i amb Malik Hasan com a mir-naib; el càrrec de wazir i de mir djumla (ministre de finances) va passar a Fath Allah Imad al-Mulk, un altre hindú convers; el turc Kasim Barid, que havia permès la matança dels seus, va rebre el càrrec de katwal.
Quan va tenir 16 anys (1486) el sultà Mahmud va conspirar amb Kasim Barid i amb Dastur Dinar, el cap de la facció dels habshis (africans) contra Malik Hasan i Fath Allah, però el complot fou descobert i el sultà va haver de presentar excuses. Fath Allah però es va sentir en perill i se'n va anar a la seva província de Berar, i no va tornar mai més. En canvi Malik Hasan no va prendre precaucions, fou assassinat poc després per orde del sultà que es va valer de Dilpasand Khan, amic de Malik. La mort d'aquest va suposar el triomf dels afakis.
Els danakis es van aliar als habshis i van preparar l'assassinat del sultà. El cop d'estat va esclatar el 8 de novembre de 1487; els conspiradors van entrar al palau i van tancar les portes per evitar que ningú sortís; els guàrdies turcs van ser assassinats; però Kasim Barid, amb un destacament de dotze mil homes va poder entrar al palau escalant els murs i redreçar la situació. L'endemà Mahmud va ordenar la massacre dels danakis que es va portar a terme durant tres dies i només es va aturar per la intervenció de Sahah Muhibb Allah, el fill d'un respectat santó local de nom Khalil Allah.
Malik Ahmad, fill de Malik Hasan, que estava a Junnar, va adoptar el títol del seu pare difunt, Nizam al-Mulk i sense permís del sultà va conquerir els forts de Maharashtra, tot el Konkan i el territori de l'alt Godavari. Després va anar a Bidar on Mahmud el va rebre i li va confirmar la possessió dels forts de Maharashtra, tot el Konkan i el territori de l'alt Godavari. El 1490 va fundar Ahmadnagar que en endavant va ser la capital dels nizamshàhides.
Aprofitant el poder obtingut el 1487 Kasim Barid es va revoltar i va obligar al sultà a nomenar-lo wakil (1492). Mahmud va enviar llavors contra Malik Ahmad a Yusuf Adil de Bijapur; l'exèrcit d'aquest fou derrotat pel seu rival i Yusuf va reconèixer esportivament la victòria del seu rival i el va felicitar. La manca d'autoritat del sultà va suposar que les províncies es van fer independents en els següents anys. La confiança del sultà amb Yusuf Adil van provocar l'hostilitat de Kasim Barid que va planejar l'enderrocament del governador de Bijapur. Aliat a Narasa Nayak, primer ministre de Vijayanagar, aquest va ocupar Raichur i Mudgal que pertanyien a Adil. Bahadur Khan Gilani, es va apoderar de tota la costa occidental entre Goa i Dabul i gran part del sud de Maharashtra. Kasim Barid també es va aliar amb Malik Ahmad d'Ahmadnagar al que va oferir Panhala, Konkan i Goa que ara dominava Bahadur Gilani kotwal de Goa, pero Malik Ahmad no va acceptar; Yusuf va avortar aquestos plans avançant primer cap a Bidar on va derrotar a Kasim Barid (que anava acompanyat del sultà Mahmud) prop de la capital; després es va dirigir contra l'exèrcit de Vijayanagar al que va derrotar el 18 d'abril de 1493, recuperant Raichur i Mudgal., però el 5 de novembre de 1494 fou derrotat per Kuli Kutb al-Mulk, tarafdar de Telingana.
El 1496 el habshi Dastur Dinar, que governava Gulbarga, Aland i Gangawati, es va fer independent; Mahmud va enviar contra ell a Yusuf Adil de Bijapur, que el va derrotar. La posició de Yusuf Adil es va reforçar finalment quan va prometre la seva filla al príncep hereu bahmànida Ahmad (1497) rebent els feus de Gulbarga, Aland i Gangawati en el lloc de Dastur Dinar. No obstant algun temps després aquest darrer fou perdonat i va ser restituït en el seu govern.
Kasim Barid no satisfeia les exigències del sulta i aquest va cridar a Yusuf Adil i a Kutb al-Mulk per desfer-se del seu wakil (agost de 1497). Els dos van marxar cap a Bidar i van assetjar a Kasim al seu jagir d'Awsa però sense aconseguir la victòria i poc després Kasim i Mahmud es van reconciliar. L'entesa va durar sis o set anys pero el 1503 o 1504 Kasim Barid fou substituït pel també turc Khan-i Djahan, i Kasim va reaccionar ordenant l'assassinat del nou wakil. Yusuf Adil, Kutb al-Mulk i Dastur Dinar van marxar a Bidar contra Kasim i el van derrotar, però Kasim va poder fugir i va aconseguir poc després tornar al favor del sultà, però efímerament, ja que va morir el 1504/1505 i el va succeir el seu fill, Amir Barid, que va manejar al sultà encara més durament que el seu pare.
Aprofitant aquestes lluites Kishna Deva Raja, gran rei de Vijanayagar (1509-1529) va obligar a Yusuf a evacuar el Doab i d'altra banda els Gajapatis (o gandjpatis) d'Orissa va ocupar totes les possessions bahmànides a la costa oriental. El 1517 Mahmud va intentar reconquerir el Doab a Vijayanagar però fou derrotat, resultant ferit a la lluita, i es va haver de retirar.
Va morir el 7 de desembre de 1518 i el va succeir el seu fill Ahmad IV Vira Shah.